# Run Rabbit Run (2023)
Run Rabbit Run ist ein australischer Psychothriller der Regisseurin Daina Reid, der im Januar 2023 auf dem Sundance Film Festival seine Premiere feierte und weltweit am 28. Juni 2023 in das Programm von Netflix aufgenommen wurde. In den Hauptrollen verkörpern Sarah Snook und Lily LaTorre ein Mutter-Tochter-Gespann, das mit ihrer traumatischen Familiengeschichte konfrontiert wird.

## Handlung
Die Frauenärztin Sarah ist nach der Trennung von ihrem Ehemann Pete eine alleinerziehende Mutter. Am Geburtstag ihrer siebenjährigen Tochter Mia taucht ein herrenloses Kaninchen vor der Tür des Hauses auf, das von dem jungen Mädchen sogleich als Geschenk interpretiert und aufgenommen wird. Als Sarah am Abend versucht, das Tier in Abwesenheit ihrer Tochter wieder in die Freiheit zu entlassen, wird sie vom Kaninchen gebissen. In der Folge wird das Haustier zu einem ständigen Begleiter von Mia.
In den nächsten Tagen bemerkt Sarah einige Veränderungen an ihrer Tochter. Mia trägt nun immer öfter eine selbstgebastelte Hasenmaske und kommt mit kleineren Verletzungen aus der Schule zurück, weshalb Sarah vermutet, dass ihre Tochter womöglich gemobbt wird. Mias Lehrerin Andrea vermutet hinter dem seltsamen Verhalten des jungen Mädchens derweil die Trauerbewältigung nach dem Tod ihres Großvaters Albert und empfiehlt Sarah das Aufsuchen eines Psychologen.
Als sich Mia zunehmend für ihre Familiengeschichte zu interessieren beginnt, wird Sarah stutzig. Mia erkennt sich vermeintlich selbst auf älteren Fotos von Alice wieder – Sarahs seit dem Jugendalter vermisster Schwester – und möchte unbedingt Kontakt zu ihrer unter Demenz leidenden Großmutter Joan aufbauen, zu der Sarah seit Jahren ein angespanntes Verhältnis hat. Beim Treffen zwischen beiden spricht Joan ihre Enkelin versehentlich mit „Alice“ an, woraufhin sich das junge Mädchen in ihrem Glauben bestätigt sieht, in Wahrheit die seit Jahren vermisste Schwester ihrer eigenen Mutter zu sein. Auch Sarahs Versuche, Mia über die Vergangenheit von Alice aufzuklären, schlagen fehl, woraufhin das missverstandene Mädchen zunehmend aggressiv gegenüber ihrer Mutter auftritt.
Da Joans altes Anwesen verkauft werden soll, bezieht Sarah gemeinsam mit ihrer Tochter Mia für einige Tage ihr ehemaliges Elternhaus. Dabei erkennt sie unweigerliche Parallelen zwischen ihrer Tochter und ihrer vermissten Schwester; ebenso entdeckt sie auf alten Bildern eine gewisse äußerliche Ähnlichkeit. Sarah beginnt an ihrem eigenen Verstand zu zweifeln und leidet immer häufiger unter Visionen, in denen sich die Identitäten von Mia und Alice zu vermischen scheinen. Es stellt sich heraus, dass Sarah im Kindesalter ihre eigene Schwester von einer Klippe gestoßen hat, woraufhin Alice im Meer ertrank. Schuldbewusst versucht sie, diese Wahrheit ihrer Mutter zu erzählen, bringt es aber nicht übers Herz. Später sieht Sarah, wie Mia und Alice zusammen in Richtung der Klippen laufen.

## Produktion
Im Juni 2020 kündigte das Produktionsunternehmen XYZ Films den Thriller Run Rabbit Run an, in dem zunächst Elisabeth Moss die Hauptrolle einer alleinerziehenden Frauenärztin verkörpern sollte. Als Regisseurin wurde die Australierin Daina Reid verpflichtet, die zuvor bereits im Zuge ihrer Regietätigkeit bei der Fernsehserie The Handmaid’s Tale – Der Report der Magd mit Moss zusammengearbeitet hatte. Das Drehbuch verfasste die Schriftstellerin Hannah Kent basierend auf einer Idee der Produktionsfirma Carver Films, von der Anna McLeish sowie Sarah Shaw neben Moss und Lindsey McManus als Produzenten fungieren sollten. Kent arbeitete nach eigener Aussage mehrere Jahre am Skript und ließ Einflüsse und Erlebnisse aus ihrer eigenen Kindheit in Südaustralien mit einfließen. Mutterschaft und Entfremdung zum eigenen Kind sollten die zentralen Themen des Films werden; dabei wollte die Drehbuchautorin sowohl die Intimität und Nähe der Mutter-Tochter-Beziehung, gleichzeitig aber auch die Unklarheit und den Bruch von ebendieser Verbindung einfangen. Das titelgebende Kaninchen wurde von Kent nicht nur als ein Symbol für die Opferrolle eines Beutetiers gewählt, sondern sollte durch sein wiederkehrendes Auftauchen auch einen nicht zu bekämpfenden Schädling repräsentieren.

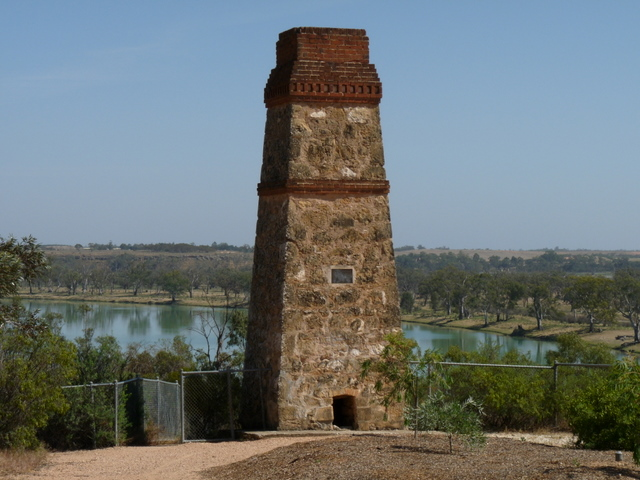
Der Schornstein einer alten Bewässerungspumpe in Waikerie, SA, oben auf den Klippen am Ufer des Murray Rivers, diente als Drehort.

Die Finanzierung des Filmprojekts übernahm neben XYZ Films auch der australische Filmförderungs-Fonds Screen Australia. XYZ Films verantwortete zusätzlich den Verkauf der Filmrechte auf dem Marché du film 2020, wo sich STX Entertainment die internationalen Vertriebsrechte sicherte. Der ursprünglich für Ende 2020 angesetzte Drehstart konnte jedoch nicht realisiert werden, woraufhin STX im Verlaufe des Jahres 2021 als Filmverleih wieder absprang. Auch Hauptdarstellerin Elisabeth Moss musste das Filmprojekt aufgrund von Terminkonflikten verlassen, weshalb die Hauptrolle im Dezember 2021 mit Sarah Snook neubesetzt wurde. Im Folgemonat wurden Lily LaTorre, Greta Scacchi und Damon Herriman für weitere Hauptrollen verpflichtet, während sich Naomi Rukavina, Trevor Jamieson, Neil Melville und Georgina Naidu in Nebenrollen der Besetzung anschlossen.
Die Wahl des Drehortes fiel auf Australien, wo im Zuge der COVID-19-Pandemie eine weitestgehend sichere Produktion gewährleistet werden konnte. Die Vorproduktion begann im Dezember 2021, ehe Ende des Folgemonats die Dreharbeiten mit Kamerafrau Bonnie Elliott starteten. Zu den Drehorten zählte Melbourne, das ländliche Victoria, Adelaide und das Riverland in South Australia. Im Februar und März 2022 erfolgten Aufnahmen in der Kleinstadt Waikerie und am anliegenden Murray River. Aufgrund des nur begrenzten Produktionsbudgets wurde Run Rabbit Run den Low-Budget-Filmen zugerechnet, wobei rund 300.000 australische Dollar in die Wirtschaft des Riverlands investiert wurden.
Kurz bevor Run Rabbit Run am 19. Januar 2023 auf dem Sundance Film Festival seine Weltpremiere feierte, sicherte sich Netflix einen Großteil der internationalen Vertriebsrechte. Ein Trailer zum Film wurde am 9. Mai 2023 veröffentlicht. Im Folgemonat erfolgte eine Vorstellung auf dem Sydney Film Festival, ehe Run Rabbit Run am 28. Juni 2023 in das Programm des Streamingdienstes aufgenommen wurde.

## Synchronisation
Die deutschsprachige Synchronisation entstand nach einem Dialogbuch von Philip Rohrbeck und unter der Dialogregie von Cay-Michael Wolf bei FFS Film- & Fernseh-Synchron.
| Rolle          | Darsteller      | Synchronsprecher     |
| -------------- | --------------- | -------------------- |
| Sarah Gregory  | Sarah Snook     | Anna Grisebach       |
| Mia Gregory    | Lily LaTorre    | Kjella Yva Damm      |
| Joan Gregory   | Greta Scacchi   | Liane Rudolph        |
| Pete           | Damon Herriman  | Matthias Deutelmoser |
| Denise         | Naomi Rukavina  | Runa Aléon           |
| Toby           | Hugo Soysa      | Liam Ben Ari         |
| Andrea         | Georgina Naidu  | Frauke Poolman       |
| Sandy          | Trevor Jamieson | Samuel Zekarias      |
| Albert Gregory | Neil Melville   | Hanns-Jörg Krumpholz |

## Rezeption

### Kritiken
Run Rabbit Run konnte 36 % der 99 bei Rotten Tomatoes gelisteten Kritiker überzeugen und erhielt dabei eine durchschnittliche Bewertung von 4,9 von 10 Punkten. Als zusammenfassendes Fazit zieht die Seite, der Film könne zwar mit einigen beeindruckenden schauspielerischen Darbietungen aufwarten, werde aber weitestgehend von einer dürftigen Handlung und der Abhängigkeit von altbekannten Horror-Mechanismen überwältigt. Bei Metacritic erhielt Run Rabbit Run basierend auf 20 Kritiken einen Metascore von 52 von 100 möglichen Punkten.

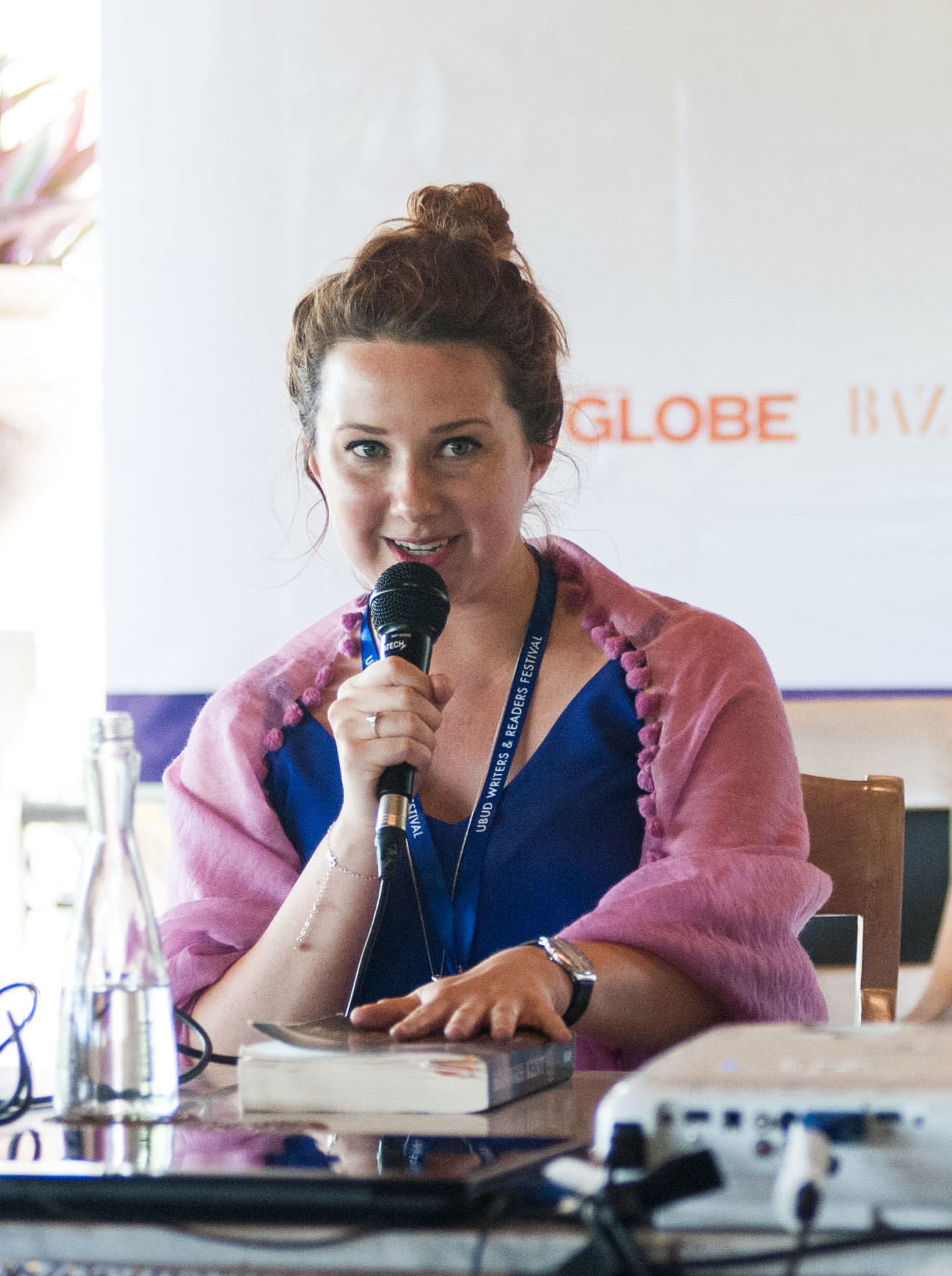
Drehbuchautorin Hannah Kent

Zu einem positiven Urteil gelangt Jessica Kiang in ihrer Filmkritik für Variety. Der elegant gearbeitete und wie ein düsteres Märchen inszenierte Run Rabbit Run sei ein altbekannter, aber effektiver Horrorfilm, in denen überraschend viele Schockmomente funktionieren würden. Der Film stehe dabei in einer Reihe mit anderen Genrevertretern wie Der Babadook, Hereditary – Das Vermächtnis und Das Waisenhaus, die allesamt einen „Mutterschaft-ist-der-Wahnsinn“-Ansatz verfolgen würden, auch wenn Run Rabbit Run diesen Ansprüchen nicht ganz gerecht werden könne. Regisseurin Daina Reid erfinde dabei zwar kaum neue Horrorszenarien, bringe allerdings so viel Ikonografie wie möglich im Film unter, wodurch es in Kombination mit der komplexen Ausdruckskraft von Hauptdarstellerin Sarah Snook zahlreiche unterschiedliche Interpretationsmöglichkeiten gebe. Überhaupt seien es die herausragenden Darbietungen von Snook und der Nachwuchsdarstellerin Lily LaTorre, die einige erzählerische Schwächen des Drehbuches von Hannah Kent wieder wett machen und Run Rabbit Run eine einzigartige Tonalität verleihen könnten. Zwischen beiden beschwöre Reid eine ängstliche Beziehung herauf, die in Kombination mit der kreativen Kameraarbeit von Bonnie Elliott und der zermürbend unruhigen Musik von Mark Bradshaw und Marcus Whale die Nerven der Zuschauer zunehmend strapaziere. Das Finale sei schließlich überraschend kompromisslos und lasse kaum Zweifel daran, welche Lesart des Films die richtige sei.
Deutlich kritischer zeigt sich Ryan Lattanzio von IndieWire, für den Run Rabbit Run nur ein weiterer Horrorfilm über Trauer und Traumata sei, den auch die sehenswerte Darbietung von Sarah Snook kaum mehr retten könne. Das Drehbuch des Thrillers habe viele Logiklöcher, während es gleichzeitig an Originalität und Worldbuildung fehle. Auch das Ziel des Films reiche nicht aus, um die Reise dorthin zu rechtfertigen, denn egal ob sich die Ereignisse zum Schluss als übernatürlich oder doch als Halluzination herausstellen würden, erweise sich beides als enttäuschend. Zwischendurch spiele der Film mit bedrohlicher Tiersymbolik, die nicht ganz so klischeehaft inszeniert sei, wie die visuellen Motive der emotionalen Zusammenbrüche der Hauptfiguren, doch insbesondere die zahlreichen Jump-Scares hätten statt Substanz ein übertrieben krachendes Sounddesign. Vereinzelt gebe es zwar auch eindrucksvoll eingefangene Bilder der australischen Landschaft, die eine unheilvolle Stimmung erzeugen könnten und auf einen besseren Film hindeuten würden, doch das Gesamtergebnis sei eine schläfrige, banale Ansammlung von Horror-Klischees, durch die nur eine wackelige, schemenhafte Silhouette eines Filmes entstehe.
Enttäuscht zeigt sich auch Jourdain Searles vom Hollywood Reporter, für die sich Run Rabbit Run wie eine verpasste Gelegenheit anfühle, zu erkunden, wie es sei, wenn einen die Kindheit niemals verlasse. Der Horrordarstellung von Mutterschaft werde zwar eine Ebene der Generationenanalyse hinzugefügt und das Elternsein als ein düsterer, isolierter Albtraum dargestellt, doch mehr als oberflächliche Schockmomente habe der Film nicht zu bieten. Erzählerische Tiefe werde zwar immer wieder angedeutet, aber nie gezeigt; stattdessen arbeite Run Rabbit Run altbekannte, unbedeutende Handlungspunkten emotionslos ab. Das Enttäuschendste sei dabei die minimalistische Darstellung der Frustration von Sarah, da es dem Film mehr darum gehe, den Zuschauern etwas vorzuenthalten, anstatt in die Gedankenwelt der Hauptfigur einzutauchen und eine fesselnde Geschichte zu erzählen. Auch Szenen mit anderen Familienmitgliedern, die eigentlich weiter zur Hintergrundgeschichte hätten beitragen können, seien repetitiv und vage. Einziger Lichtblick sei die vielversprechende Schauspielleistung der Nachwuchsdarstellerin Lily LaTorre, doch das Drehbuch wäre zu minimalistisch, um selbst ihrer altklugen Figur einprägsame Dialoge zu geben.

### Abrufzahlen
Innerhalb der ersten fünf Tage nach Veröffentlichung verzeichnete Run Rabbit Run weltweit rund 8,4 Millionen Abrufe, womit er den dritten Platz der wöchentlichen Netflix-Filmcharts belegte.